# Igreja de San Pedro de la Nave

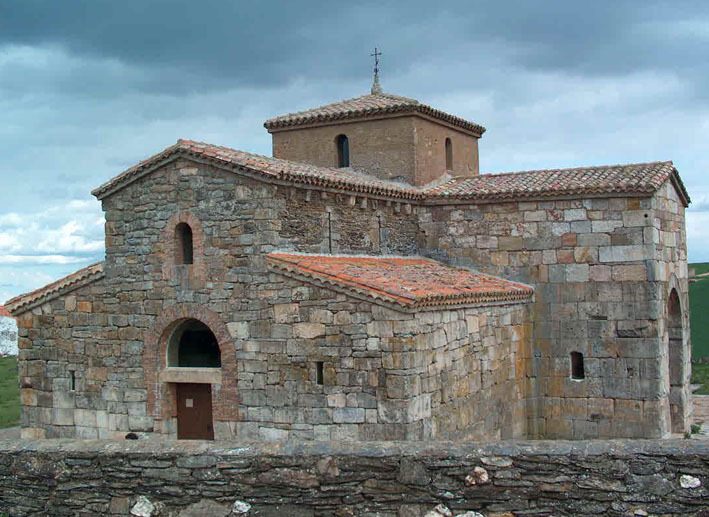
Ângulo sudoeste

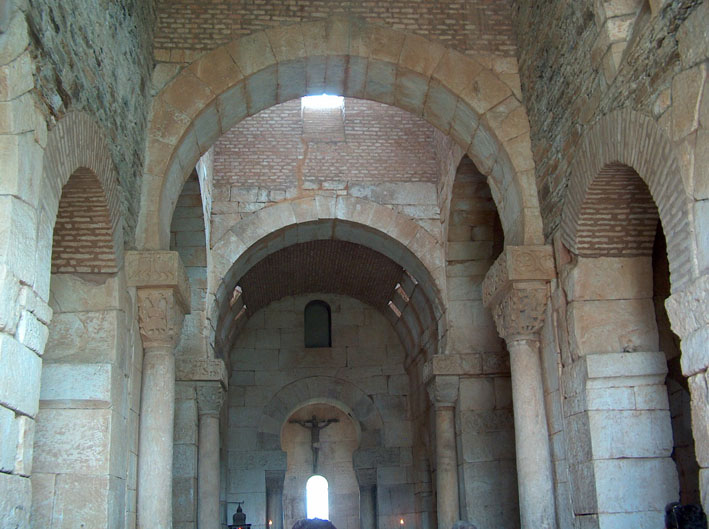
Nave central

A igreja visigoda de San Pedro de la Nave encontra-se situada na localidade de Campillo, distrito municipal de San Pedro de la Nave-Almendra, na província de Zamora (Espanha). Foi declarada Monumento Nacional em 22 de abril de 1912.
O templo remonta ao final do século VII, pois deve ter sido construído entre os anos 680 e 711, portanto, antes da invasão muçulmana, pelo que pode tratar-se de uma das últimas obras da arte visigoda. Originalmente teve sua localização na borda do rio Esla, mas, ao ser construído o Salto de Ricobayo, acabou caindo submerso nas suas águas, pelo que, por iniciativa de Manuel Gómez Moreno, se decidiu pelo seu translado pedra a pedra para a atual localização. Essa operação durou entre os anos de 1930 e 1932 sob a supervisão do arquiteto Alejandro Ferrant.
Sua primeira aparência respondia a uma planta de cruz grega, mas logo mudou, com as duas naves laterais que lhe conferem o aspecto final híbrido entre a planta basilical e a cruciforme.